# پس‌از طوفان (ترانه کالی اوچیس)
«پس‌از طوفان» (به انگلیسی: After the Storm) ترانه‌ای از خوانندهٔ آمریکایی کالی اوچیس می‌باشد به‌همراهٔ رپر آمریکایی تایلر، د کریتور، و خواننده و بیس‌زن آمریکایی بوستی کالینز می‌باشد که در ۱۲ ژانویهٔ سال ۲۰۱۸ از سوی ویرجین ئی‌ام‌آی و اینترسکوپ به‌عنوان سومین تک‌آهنگ از نخستین آلبوم استودیویی اوچیس تحت عنوان انزوا (۲۰۱۸) منتشر گردید. «پس‌از طوفان» توسط بدبدنات‌گود تهیه‌شده و این در حالی‌است که تهیه‌کنندگی نسخهٔ ریمیکس رسمی این ترانه برعهدهٔ پیت راک بوده‌است.